# マイルストーン・レコード
マイルストーン・レコード（Milestone Records）は、1966年にオリン・キープニュースとディック・カッツによってニューヨークに創設されたジャズ・レコード・レーベル。
ジェリー・ロール・モートンやキング・オリヴァーなど、1920年代のジェネット・レコードのリイシューも手がけている。
コンコード・ミュージック・グループの傘下であるファンタジー・レコードが形成しているオリジナル・ジャズ・クラシックス (OJC) によりバック・カタログがリイシューされていたが、その後にOJCは閉鎖している。同系列に、キープニュースが同じく創設したリバーサイド・レコードなどがある。
日本での販売元はビクターエンタテインメントを主としていたが、2006年にアメリカ本国の配給元がユニバーサル ミュージック グループになったため、日本もユニバーサル・ミュージック・ジャパンに移っている。

## 沿革
- 1966年 オリン・キープニュースとディック・カッツによってニューヨークに創設。
- 1972年 ファンタジー・レコードに吸収される。
- 1983年 ファンタジーがオリジナル・ジャズ・クラシックスを発足し、バック・カタログがリイシューされる。
- 2004年 親元のファンタジー・レコードがコンコード・レコードに買収され、マイルストーンはコンコード・ミュージック・グループの一部となる。

## 主なアーティスト
- ジョー・ヘンダーソン
- ソニー・ロリンズ
- マッコイ・タイナー
- フローラ・プリム
- アジムス